# آسارگانج
آسارگانج (به انگلیسی: Asarganj) یک منطقهٔ مسکونی در هند است که در بخش مونگر واقع شده‌است. آسارگانج ۲۰٬۰۰۰ نفر جمعیت دارد و ۴۴ متر بالاتر از سطح دریا واقع شده‌است.